# علاقات كرواتيا الخارجية
كرواتيا هي دولة ذات سيادة تقع في البلقان على مفترق الطرق بين أوروبا الوسطى وجنوب شرق أوروبا ومنطقة البحر الأبيض المتوسط. أعلنت استقلالها عن يوغوسلافيا في 25 يونيو 1991. كرواتيا عضوة في الاتحاد الأوروبي، الأمم المتحدة، مجلس أوروبا، حلف شمال الأطلسي، منظمة التجارة العالمية، الاتحاد من أجل المتوسط وعدد من المنظمات الدولية الأخرى. أقامت كرواتيا علاقات دبلوماسية مع 181 دولة.

العلاقات الدبلوماسية لكرواتيا

كانت الأهداف الرئيسية للسياسة الخارجية الكرواتية خلال التسعينيات هي الحصول على اعتراف دولي والانضمام إلى الأمم المتحدة. وقد تحققت هذه الأهداف بحلول عام 2000، وأصبحت الأهداف الرئيسية التالية الانضمام إلى حلف شمال الأطلسي والاتحاد الأوروبي. وحققت كرواتيا هذه الأهداف في عامي 2009 و 2013 على التوالي. وتتمثل الأهداف الكرواتية الحالية في السياسة الخارجية في: التموقع داخل مؤسسات الاتحاد الأوروبي وفي المنطقة، والتعاون مع شركاء حلف شمال الأطلسي، وتعزيز التعاون متعدد الأطراف والثنائي في جميع أنحاء العالم.

## العلاقات الدبلوماسية

### أفريقيا
| البلد             | تاريخ بدأ العلاقات | ملاحظات |
| ----------------- | ------------------ | --- |
| الجزائر           | 15 أكتوبر 1992     | - لدى كرواتيا سفارة في الجزائر العاصمة. - لدى الجزائر سفارة في زغرب. |
| أنغولا            | 16 نوفمبر 1994     | - كرواتيا ممثلة في أنغولا من خلال سفارتها في لشبونة (البرتغال). - أنغولا ممثلة في كرواتيا من خلال سفارتها في فيينا (النمسا). |
| بنين              | 26 مارس 2001       | - كرواتيا ممثلة في بنين من خلال سفارتها في باريس (فرنسا). - بنين ممثلة في كرواتيا من خلال سفارتها في جنيف (سويسرا) |
| بوتسوانا          | 9 سبتمبر 2005      | أقيمت العلاقات الدبلوماسية بين بوتسوانا وكرواتيا في 9 سبتمبر 2005. |
| بوركينا فاسو      | 18 مايو 1995       | - كرواتيا ممثلة في بوركينا فاسو من خلال سفارتها في باريس (فرنسا) - بوركينا فاسو ممثلة في كرواتيا من خلال سفارتها في فيينا (النمسا) وقنصليتها في زغرب. |
| الرأس الأخضر      | 13 أغسطس 1994      | - كرواتيا ممثلة في الرأس الأخضر من خلال سفارتها في لشبونة (البرتغال) - الرأس الأخضر غير ممثل في كرواتيا. |
| تشاد              | 17 سبتمبر 1999     | - كرواتيا ممثلة في تشاد من خلال سفارتها في باريس (فرنسا) - تشاد غير ممثلة في كرواتيا. |
| جزر القمر         | 29 يونيو 1999      | - كرواتيا ممثلة في جزر القمر من خلال سفارتها في بريتوريا (جنوب أفريقيا). - جزر القمر غير ممثلة في كرواتيا. |
| ساحل العاج        | 17 أكتوبر 1995     | |
| جيبوتي            | 25 مايو 2017       | أقام كلا البلدين علاقات دبلوماسية في 25 مايو 2017. |
| مصر               | 1 أكتوبر 1992      | انظر العلاقات الكرواتية المصرية - لدى كرواتيا سفارة في القاهرة وقنصلية فخرية في الإسكندرية. - لدى مصر سفارة في زغرب - Croatian Ministry of Foreign Affairs and European Integration: list of bilateral treaties with Egypt |
| إرتريا            | 4 يونيو 1999       | - كرواتيا ممثلة في إريتريا من خلال سفارتها في القاهرة (مصر). - إريتريا غير ممثلة في كرواتيا. |
| إثيوبيا           | 17 أكتوبر 1995     | - كرواتيا ممثلة في إثيوبيا من خلال سفارتها في القاهرة (مصر). - إثيوبيا غير ممثلة في كرواتيا. |
| الغابون           | 22 أكتوبر 2001     | - كرواتيا ممثلة في الغابون من خلال سفارتها في الرباط (المغرب). - الغابون غير ممثلة في كرواتيا. |
| غامبيا            | 16 أكتوبر 1998     | - كرواتيا ممثلة في غامبيا من خلال سفارتها في لندن (المملكة المتحدة). - غامبيا ممثلة في كرواتيا من خلال سفارتها في لندن (المملكة المتحدة). |
| غانا              | 17 فبراير 1993     | - كرواتيا ممثلة في غانا من خلال سفارتها في لندن (المملكة المتحدة). - غانا ممثلة في كرواتيا من خلال سفارتها في روما (إيطاليا) |
| غينيا بيساو       | 19 أكتوبر 1995     | - كرواتيا ممثلة في أنغولا من خلال سفارتها في لشبونة (البرتغال) - غينيا بيساو غير ممثلة في كرواتيا. |
| كينيا             | 22 مايو 1992       | - كرواتيا ممثلة في كينيا من خلال سفارتها في بريتوريا (جنوب أفريقيا). - لدى كينيا قنصلية في زغرب، معتمدة في سفارتها في روما (إيطاليا). |
| ليسوتو            | 6 نوفمبر 1998      | - كرواتيا ممثلة في ليسوتو من خلال سفارتها في بريتوريا (جنوب أفريقيا). - ليسوتو ممثلة في كرواتيا من خلال سفارتها في روما (إيطاليا). |
| ليبيا             | 30 مارس 2000       | انظر العلاقات الكرواتية الليبية - أخلت كرواتيا سفارتها في طرابلس بسبب تدهور الأوضاع الأمنية في البلاد. - لدى ليبيا سفارة في زغرب. - Croatian Ministry of Foreign Affairs and European Integration: list of bilateral treaties with Libya |
| مدغشقر            | 27 سبتمبر 2006     | أقام كلا البلدين علاقات دبلوماسية في 27 سبتمبر 2006. |
| مالاوي            | 13 أكتوبر 1998     | أقام كلا البلدين علاقات دبلوماسية في 13 أكتوير 1988. |
| مالي              | 20 سبتمبر 1995     | - كرواتيا ممثلة في مالي من خلال سفارتها في الرباط (المغرب). - مالي ممثلة في كرواتيا من خلال سفارتها في روما (إيطاليا). |
| موريتانيا         | 11 نوفمبر 2004     | - كرواتيا ممثلة في موريتانيا من خلال سفارتها في الرباط (المغرب). - موريتانيا غير ممثلة في كرواتيا. |
| موريشيوس          | 3 سبتمبر 1997      | - كرواتيا ممثلة في كينيا من خلال سفارتها في بريتوريا (جنوب أفريقيا). - موريشيوس غير ممثلة في كرواتيا. |
| المغرب            | 26 يونيو 1992      | - لدى كرواتيا سفارة في الرباط - المغرب ممثل في كرواتيا من خلال سفارته في بودابست (المجر). - Croatian Ministry of Foreign Affairs and European Integration: list of bilateral treaties with Morocco |
| موزمبيق           | 23 أغسطس 1996      | - كرواتيا ممثلة في موزمبيق من خلال سفارتها في بريتوريا (جنوب أفريقيا) - موزمبيق غير ممثلة في كرواتيا. |
| ناميبيا           | 22 يونيو 1998      | أقام كلا البلدين علاقات دبلوماسية في 22 يونيو 1988. |
| نيجيريا           | 7 يناير 1993       | - كرواتيا ممثلة في نيجيريا من خلال سفارتها في لندن (المملكة المتحدة). - نيجيريا ممثلة في كرواتيا من خلال سفارتها في بودابست (المجر). |
| ساو تومي وبرينسيب | 23 مايو 1993       | - كرواتيا ممثلة في أنغولا من خلال سفارتها في لشبونة (البرتغال). - ساو تومي وبرينسيب غير ممثلة في كرواتيا. |
| السنغال           | 1 أكتوبر 1997      | - كرواتيا ممثلة في السنغال من خلال سفارتها في الرباط (المغرب). - السنغال غير ممثل في كرواتيا. |
| سيشل              | 30 سبتمبر 1997     | - كرواتيا ممثلة في سيشل من خلال سفارتها في بريتوريا (جنوب أفريقيا) - سيشل غير ممثلة في كرواتيا. |
| جنوب إفريقيا      | 19 نوفمبر 1992     | - لدى كرواتيا سفارة في بريتوريا. - جنوب أفريقيا ممثلة في كرواتيا من خلال سفارتها في بودابست (المجر)،قنصليتها في زغرب. - يوجد حوالي 1500 إلى 2000 من الكروات يعيشون في جنوب أفريقيا. - South African Department of Foreign Affairs about relations with Croatia |
| السودان           | 17 يوليو 1992      | - كرواتيا ممثلة في السودان من خلال سفارتها في القاهرة (مصر). - السودان ممثل في كرواتيا من خلال سفارته في روما (إيطاليا). |
| تنزانيا           | 2 يوليو 1993       | - كرواتيا ممثلة في كينيا من خلال سفارتها في بريتوريا (جنوب أفريقيا). - تنزانيا ممثلة في كرواتيا من خلال سفارتها في روما (إيطاليا). |
| توغو              | 20 ديسمبر 1993     | - كرواتيا ممثلة في توغو من خلال سفارتها في باريس (فرنسا). - توغو غير ممثلة في كرواتيا. |
| تونس              | 30 يناير 1993      | - كرواتيا ممثلة في تونس من خلال سفارتها في الرباط (المغرب) وقنصليتها في تونس. - تونس ممثلة في كرواتيا من خلال سفارتها في فيينا (النمسا) وقنصليتها في زغرب. - Croatian Ministry of Foreign Affairs and European Integration: list of bilateral treaties with Tunisia - Tunisian Ministry of Foreign Affairs about relations with Croatia (in French only)[وصلة مكسورة] |
| أوغندا            | 10 مارس 1999       | - كرواتيا ممثلة في أوغندا من خلال سفارتها في بريتوريا (جنوب أفريقيا) - أوغندا غير ممثلة في كرواتيا. |
| زامبيا            | 20 سبتمبر 1995     | - كرواتيا ممثلة في زامبيا من خلال سفارتها في بريتوريا (جنوب أفريقيا) - زامبيا ممثلة في كرواتيا من خلال سفارتها في باريس (فرنسا). |
| زيمبابوي          | 12 فبراير 1999     | أقام كلا البلدين علاقات دبلوماسية في 12 فبراير 1999. |

### الأمريكتان
| البلد                   | تاريخ بدأ العلاقات | ملاحظات |
| ----------------------- | ------------------ | --- |
| أنتيغوا وباربودا        | 20 سبتمبر 1999     | - كرواتيا ممثلة في أنتيغوا وبربودا من خلال بعثتها الدائمة لدى الأمم المتحدة في نيويورك (الولايات المتحدة). - أنتيغوا وبربودا ممثلة في كرواتيا من خلال سفارتها في فيينا (النمسا). |
| الأرجنتين               | 13 أبريل 1992      | انظر العلاقات الأرجنتينية الكرواتية - لدى كرواتيا سفارة في بوينس آيرس. - الأرجنتين ممثلة في كرواتيا من خلال سفارتها في بودابست (المجر). - أكثر من 400 ألف أرجنتيني من أصل كرواتي. - List of Treaties ruling relations Argentina and Croatia (Argentine Foreign Ministry, in Spanish)                                  |
| جزر البهاما             | 31 يناير 2017      | تم التوقيع على البيان المشترك بشأن إقامة العلاقات الدبلوماسية بين كرواتيا وباهاماس في 31 يناير 2017. |
| بليز                    | 23 يناير 1996      | - أقام كلا البلدين علاقات دبلوماسية في 23 يناير 1996. |
| بوليفيا                 | 26 نوفمبر 1992     | - كرواتيا ممثلة في بوليفيا من خلال سفارتها في سانتياغو (تشيلي) وقنصلياتها في سانتا كروز دي لا سييرا وكوتشابامبا. - بوليفيا ممثلة في كرواتيا من خلال سفارتها في فيينا (النمسا). |
| البرازيل                | 23 ديسمبر 1992     | انظر العلاقات البرازيلية الكرواتية - لدى البرازيل سفارة في زغرب. - لدى كرواتيا سفارة في برازيليا وقنصلية في ساو باولو. |
| كندا                    | 14 أبريل 1993      | - لدى كرواتيا سفارة في أوتاوا، وقنصلية عامة في ميسيسوغا، وقنصلية فخرية في سانت جون. - لدى كندا سفارة في زغرب. |
| تشيلي                   | 15 أبريل 1992      | انظر العلاقات التشيلية الكرواتية - لدى تشيلي سفارة في زغرب و 3 قنصليات في زغرب ورييكا وسبليت. - لدى كرواتيا سفارة في سانتياغو وقنصليتين في إنتوفاغاستا وبونتا أريناس, - هناك ما يصل إلى 380.000 تشيلي من أصل كرواتي                                                                                                   |
| كولومبيا                | 25 أبريل 1995      | - كولومبيا ممثلة في كرواتيا من خلال سفارتها في فيينا (النمسا). - كرواتيا ممثلة في كولومبيا من خلال سفارتها في برازيليا (البرازيل). - عُرفت كرواتيا على أنها حليفة لكولومبيا في الحرب على المخدرات وكمثال يحتذى بعد حالة ما بعد الصراع,                                                                                 |
| كوستاريكا               | 19 أكتوبر 1995     | - كرواتيا ممثلة في كوستاريكا من خلال بعثتها الدائمة لدى الأمم المتحدة في نيويورك (الولايات المتحدة). - كوستاريكا ممثلة في كرواتيا من خلال سفارتها في فيينا (النمسا). |
| كوبا                    | 23 سبتمبر 1992     | - كوستاريكا ممثلة في كرواتيا من خلال سفارتها في فيينا (النمسا). - كوبا ممثلة في كرواتيا من خلال سفارتها في فيينا (النمسا). - قام الرئيس الكرواتي ستيبان ميسيتش بزيارة كوبا في سبتمبر 2009. - وقعت كرواتيا وكوبا 16 اتفاقية حول التعاون. - Croatian Ministry of Foreign Affairs: list of bilateral treaties with Cuba) |
| دومينيكا                | 2013               | - تم التوقيع على البيان المشترك بشأن إقامة العلاقات الدبلوماسية بين جمهورية كرواتيا ودومينيكا في 30 يوليو 2013. |
| الإكوادور               | 22 فبراير 1996     | - كرواتيا ممثلة في الإكوادور من خلال سفارتها في سانتياغو (تشيلي). - الإكوادور ممثلة في كرواتيا من خلال سفارتها في بودابست (المجر). |
| السلفادور               | 24 يوليو 1997      | - كرواتيا ممثلة في السلفادور من خلال بعثتها الدائمة لدى الأمم المتحدة في نيويورك (الولايات المتحدة). - السلقادور غير ممثل في كرواتيا. |
| غرينادا                 | 19 مايو 2000       | - كرواتيا ممثلة في غرينادا من خلال بعثتها الدائمة لدى الأمم المتحدة في نيويورك (الولايات المتحدة). |
| غواتيمالا               | 22 ديسمبر 1992     | - كرواتيا ممثلة في غواتيمالا من خلال بعثتها الدائمة لدى الأمم المتحدة في نيويورك (الولايات المتحدة). - غواتيمالا غير ممثلة في كرواتيا. |
| غيانا                   | 25 فبراير 2003     | - أقام كلا البلدين علاقات دبلوماسية في 25 فبراير 2003. - كرواتيا ممثلة في غيانا من خلال بعثتها الدائمة لدى الأمم المتحدة في نيويورك (الولايات المتحدة). |
| هندوراس                 | 20 سبتمبر 1999     | - كرواتيا ممثلة في هندوراس من خلال بعثتها الدائمة لدى الأمم المتحدة في نيويورك (الولايات المتحدة). - ليس لهندوراس تمثيل في كرواتيا. |
| جامايكا                 | 9 أكتوبر 1996      | - كرواتيا ممثلة في جامايكا من خلال بعثتها الدائمة لدى الأمم المتحدة في نيويورك (الولايات المتحدة).. |
| المكسيك                 | 6 ديسمبر 1992      | انظر العلاقات المكسيكية الكرواتية - كرواتيا ممثلة في المكسيك من خلال سفارتها في واشنطن العاصمة (الولايات المتحدة) وقنصليتها في مدينة مكسيكو. - المكسيك ممثل في كرواتيا من خلال سفارته في بودابست (المجر) وقنصلياتيه في زغرب وسبليت.                                                                                   |
| نيكاراغوا               | 29 مارس 1996       | - كرواتيا ممثلة في نيكاراغوا من خلال بعثتها الدائمة لدى الأمم المتحدة في نيويورك (الولايات المتحدة) وسفارتها في برازيليا (البرازيل). - نيكاراغوا غير ممثلة في كرواتيا. |
| بنما                    | 12 يونيو 1996      | - كرواتيا ممثلة في بنما من خلال سفارتها في واشنطن العاصمة (الولايات المتحدة). - بنما ممثلة في كرواتيا من خلال سفارتها في بيرايوس (اليونان). |
| باراغواي                | 13 مارس 1992       | - كرواتيا ممثلة في باراغواي من خلال سفارتها في بوينس آيرس (الأرجنتين). - باراغواي غير ممثلة في كرواتيا. |
| بيرو                    | 12 يناير 1993      | - كرواتيا ممثلة في بيرو من خلال سفارتها في سانتياغو (تشيلي) وقنصليتها في ليما. - بيرو ممثلة في كرواتيا من خلال سفارتها في بوخارست (رومانيا) وقنصليتها في زغرب. - يعيش حوالي 6500 شخص من أصل كرواتي في بيرو. |
| سانت لوسيا              | 10 ديسمبر 1997     | - كرواتيا ممثلة في سانت لوسيا من خلال بعثتها الدائمة لدى الأمم المتحدة في نيويورك (الولايات المتحدة). |
| سانت فينسنت والغرينادين | 7 أكتوبر 1994      | - كرواتيا ممثلة في سانت فنسنت والغرينادين من خلال بعثتها الدائمة لدى الأمم المتحدة في نيويورك (الولايات المتحدة). |
| سورينام                 | 17 ديسمبر 1997     | - كرواتيا ممثلة في سورينام من خلال بعثتها الدائمة لدى الأمم المتحدة في نيويورك (الولايات المتحدة) سفارتها في برازيليا (البرازيل). - سورينام غير ممثلة في كرواتيا. |
| ترينيداد وتوباغو        | 14 ديسمبر 2011     | أقام كلا البلدين علاقات دبلوماسية في 14 ديسمبر 2011. |
| الولايات المتحدة        | 11 أغسطس 1992      | انظر العلاقات الأمريكية الكرواتية - لدى كرواتيا لديها سفارة في واشنطن وثلاثة قنصليات عامة في نيويورك ولوس أنجلوس وشيكاغو، فضلا عن ستة قنصليات فخرية في سياتل، كانساس سيتي، بيتسبرغ، هيوستن، أنكوريج ونيو اورليانز. - لدى الولاايات المتحدة سفارة في زغرب. - كلا البلدين أعضاء في حلف شمال الأطلسي.                    |
| الأوروغواي              | 4 مايو 1993        | - كرواتيا ممثلة في الأوروغواي من خلال سفارتها في بوينس آيرس (الأرجنتين) وقنصليتها في مونتيفيديو. - أوروغواي غير ممثلة في كرواتيا. - وفقًا لتقديرات الأمم المتحدة، يعيش حوالي 3300 شخص من أصل كرواتي في الأوروغواي. وتشير تقديرات أخرى إلى أن الرقم يقارب 5000.                                                         |
| فنزويلا                 | 9 أكتوبر 1992      | - كرواتيا ممثلة في فنزويلا من خلال سفارتها في برازيليا (البرازيل). - فنزويلا ممثلة في كرواتيا من خلال سفارتها في فيينا (النمسا). |

### آسيا
| البلد                    | تاريخ بدأ العلاقات | ملاحظات |
| ------------------------ | ------------------ | --- |
| أفغانستان                | 3 يناير 1996       | - كرواتيا ممثلة في أفغانستان من خلال سفارتها في أنقرة (تركيا). - Croatian Ministry of Foreign Affairs and European Integration: list of bilateral treaties with Afghanistan |
| أرمينيا                  | 8 يوليو 1994       | انظر العلاقات الأرمنية الكرواتية - لدى كرواتيا قنصلية فخرية في يريفان. - لدى أرمينيا سفارة في زغرب. - Croatian Ministry of Foreign Affairs: list of bilateral treaties with Armenia |
| أذربيجان                 | 26 يناير 1995      | انظر العلاقات الأذربيجانية الكرواتية - لدى كرواتيا سفارة في باكو. - لدى أذربيجان سفارة في زغرب. - Croatian Ministry of Foreign Affairs: list of bilateral treaties with Azerbaijan |
| البحرين                  | 18 يناير 1993      | - كرواتيا ممثلة في البحرين من خلال سفارتها في القاهرة (مصر). - البحرين غير ممثلة في كرواتيا. |
| كمبوديا                  | 10 سبتمبر 1996     | - كرواتيا ممثلة في كمبوديا من خلال سفارتها في كوالالمبور (ماليزيا). - كمبوديا غير ممثلة في كرواتيا. |
| الصين                    | 13 مايو 1992       | انظر العلاقات الصينية الكرواتية - لدى كرواتيا سفارة في بكين وقنصلية عامة في هونغ كونغ. - لدى الصين سفارة في زغرب. - في 16 مايو 2002 قام الرئيس الكرواتي ستيبان ميسيتش بزيارة الصين، بينما قام الرئيس الصيني هو جينتاو بزيارة كرواتيا في 19 يونيو 2009. - في 21 مايو 2007 زارت وزيرة الخارجية الكرواتية كوليندا غرابار كيتاروفيتش بكين، وزارتها مرة أخرى كرئيسة لكرواتيا في 13-18 أكتوبر 2015. - Chinese Ministry of Foreign Affairs about relations with Croatia - Croatian Ministry of Foreign Affairs and European Integration: list of bilateral treaties with China                                |
| جورجيا                   | 1 فبراير 1993      | انظر العلاقات الجورجية الكرواتية - كرواتيا ممثلة في جورجيا من خلال سفارتها في أثينا (اليونان) وقنصليتها في تبليسي. - جورجيا ممثلة في كرواتيا من خلال سفارتها في بودابست (المجر). |
| الهند                    | 9 يوليو 1992       | انظر العلاقات الهندية الكرواتية - لدى كرواتيا سفارة في نيودلهي وقنصليتين في مومباي وكلكتا. - لدى الهند سفارة في زغرب. - Croatian Ministry of Foreign Affairs and European Integration: list of bilateral treaties with India |
| إندونيسيا                | 3 سبتمبر 1992      | - لدى كرواتيا سفارة في جاكرتا. - لدى إندونيسيا سفارة في زغرب. - Croatian Ministry of Foreign Affairs and European Integration: list of bilateral treaties with Indonesia |
| إيران                    | 18 أبريل 1992      | انظر العلاقات الإيرانية الكرواتية - لدى كرواتيا سفارة في طهران. - لدى إيران سفارة ومركز ثقافي في زغرب. - وقعت كرواتيا وإيران 24 اتفاقية تعاون. |
| العراق                   | 5 يناير 2005       | - لدى كرواتيا سفارة في بغداد. - العراق ممثل في كرواتيا من خلال سفارته في فيينا (النمسا). |
| اليابان                  | 5 مارس 1993        | انظر العلاقات اليابانية الكرواتية - لدى كرواتيا سفارة في طوكيو. - لدى اليابان سفارة في زغرب. - زارت الأميرة ساياكو كرواتيا في عام 2002. - Croatian Ministry of Foreign Affairs: list of bilateral treaties with Japan - Japanese Ministry of Foreign Affairs about relations with Croatia |
| الأردن                   | 29 يونيو 1994      | - كرواتيا ممثلة في الأردن من خلال سفارتها في القاهرة (مصر) وقنصليتها في عمان. - الأردن ممثل في كرواتيا من خلال سفارته في روما (إيطاليا) وقنصليته في زغرب. - Croatian Ministry of Foreign Affairs and European Integration: list of bilateral treaties with Jordan |
| كازاخستان                | 20 أكتوبر 1992     | - لدى كرواتيا سفارة في نور سلطان وقنصلية فخرية في ألماتي. - لدى كازاخستان سفارة في زغرب وقنصليتين فخريتين في دوبروفنيك وأوماغ. - قام الرئيس الكازاخستاني نور سلطان نزارباييف بزيارة كرواتيا في عامي 2001 و 2006. كما زار كازاخستان كبار المسؤولين الكروات، بمن فيهم الرئيس ستيبان ميسيتش ورئيس الوزراء زوران ميلانوفيتش ووزيرة الخارجية فيسنا بوسيتش. - Croatian Ministry of Foreign Affairs and European Integration: list of bilateral treaties with Kazakhstan |
| الكويت                   | 10 أغسطس 1994      | - لدى كرواتيا سفارة في مدينة الكويت. - الكويت ممثلة في كرواتيا من خلال سفارتها في براغ (جمهورية التشيك) وقنصليتها في زغرب. |
| قرغيزستان                | 23 ديسمبر 1996     | - كرواتيا ممثلة في قيرغيزستان من خلال سفارتها في أنقرة (تركيا). |
| لاوس                     | 4 مارس 1996        | - كرواتيا ممثلة في لاوس من خلال سفارتها في كوالالمبور (ماليزيا). |
| لبنان                    | 5 ديسمبر 1994      | - كرواتيا ممثلة في لبنان من خلال سفارتها في القاهرة (مصر) وقنصليتها في بيروت. - لبنان ممثل في كرواتيا من خلال سفارته في فيينا (النمسا). - كلا البلدين عضوان كاملاً في الاتحاد من أجل المتوسط. |
| ماليزيا                  | 4 مايو 1992        | - لدى كرواتيا سفارة في كوالالمبور. - لدى ماليزيا سفارة في زغرب. |
| المالديف                 | 8 أبريل 1997       | - كرواتيا ممثلة في جزر المالديف من خلال سفارتها في نيودلهي (الهند). - جزر المالديف غير ممثلة في كرواتيا. |
| منغوليا                  | 10 مارس 1993       | - كرواتيا ممثلة في منغوليا من خلال سفارتها في بكين (الصين) وقنصليتها في أولان باتور. - منغوليا ممثلة في كرواتيا من خلال سفارتها في فيينا (النمسا) وقنصليتها في زغرب. - زار الرئيس الكرواتي ستيبان ميسيتش منغوليا في أغسطس 2008، بينما زار الرئيس المنغولي تشياغين البجدورج كرواتيا في 19 أكتوبر 2011. - Croatian Ministry of Foreign Affairs and European Integration: bilateral treaties with Mongolia - Mongolian honorary consulate in Zagreb - Mongolian Ministry of Foreign Affairs: list of bilateral treaties with Croatia (in Mongolian only) نسخة محفوظة 2 نوفمبر 2015 على موقع واي باك مشين. |
| ميانمار                  | 3 سبتمبر 1999      | |
| نيبال                    | 6 فبراير 1998      | - كرواتيا ممثلة في نيبال من خلال سفارتها في نيودلهي وقنصليتها في كاتماندو. - نيبال ممثلة في كرواتيا من خلال سفارتها في جنيف (سويسرا). |
| كوريا الشمالية           | 30 نوفمبر 1992     | - كرواتيا ممثلة في كوريا الشمالية من خلال سفارتها في بكين (الصين). - كوريا الشمالية ممثلة في كرواتيا من خلال سفارتها في بوخارست (رومانيا). - في يناير 2016، زار الرئيس الكرواتي السابق ستيبان ميسيتش كوريا الشمالية. |
| باكستان                  | 20 يوليو 1994      | - كرواتيا ممثلة في باكستان من خلال سفارتها في طهران (إيران). - باكستان ممثلة في كرواتيا من خلال سفارتها في سراييفو (البوسنة والهرسك) وقنصليتها الفخرية في زغرب. - Croatian Ministry of Foreign Affairs and European Integration: list of bilateral treaties with Pakistan |
| الفلبين                  | 25 فبراير 1993     | - كرواتيا ممثلة في الفلبين من خلال سفارتها في جاكرتا (إندونيسيا). - الفلبين ممثلة في كرواتيا من خلال سفارتها في فيينا (النمسا). - Croatian Ministry of Foreign Affairs and European Integration: list of bilateral treaties with Philippines |
| قطر                      | 5 ديسمبر 1992      | انظر العلاقات القطرية الكرواتية - لدى كرواتيا سفارة في الدوحة. - لدى قطر سفارة في زغرب. |
| السعودية                 | 8 يونيو 1995       | انظر العلاقات السعودية الكرواتية - كرواتيا ممثلة في المملكة العربية السعودية من خلال سفارتها في القاهرة (مصر). - المملكة العربية السعودية ليست ممثلة في كرواتيا ولكن ينصح المواطنين الذين يحتاجون إلى أي مساعدة بالاتصال بسفارة المملكة العربية السعودية في سراييفو (البوسنة والهرسك). |
| سنغافورة                 | 23 نوفمبر 1992     | - كرواتيا ممثلة في سنغافورة من خلال سفارتها في جاكرتا (إندونيسيا). - سنغافورة ليست ممثلة في كرواتيا. - Croatian Ministry of Foreign Affairs and European Integration: list of bilateral treaties with Singapore |
| كوريا الجنوبية           | 18 نوفمبر 1992     | انظر العلاقات الكرواتية الكورية الجنوبية - لدى كرواتيا سفارة في سول. - لدى كوريا الجنوبية في زغرب. - زار الرئيس الكرواتي ستيبان ميسيتش كوريا الجنوبية في أبريل 2006. - Croatian Ministry of Foreign Affairs and European Integration: list of bilateral treaties with South Korea |
| سريلانكا                 | 14 فبراير 1997     | - كرواتيا ممثلة في سريلانكا من خلال سفارتها في نيودلهي وقنصليتها في كولومبو. - سريلانكا ممثلة في كرواتيا من خلال سفارتها في فيينا (النمسا) وقنصليتها في زغرب. |
| سوريا                    | 29 أغسطس 1997      | انظر العلاقات السورية الكرواتية - كرواتيا ممثلة في سوريا من خلال سفارتها في القاهرة (مصر) وقنصليتها في دمشق. - سوريا ممثلة في كرواتيا من خلال سفارتها في بودابست (المجر). - في 18 يناير 2013، أعلنت وزارة الخارجية الكرواتية أن كرواتيا، وكذلك الاتحاد الأوروبي بأكمله، يعترفان بالائتلاف الوطني لقوى الثورة والمعارضة السورية على أنه "الممثلين الشرعيين فقط لتطلعات الشعب السوري". - Croatian Ministry of Foreign Affairs and European Integration: list of bilateral treaties with Syria |
| طاجيكستان                | 1 أبريل 1999       | - أقام كلا البلدين علاقات دبلوماسية في 1 أبريل 1999. |
| تايلاند                  | 9 سبتمبر 1992      | - كرواتيا ممثلة في تايلاند من خلال سفارتها في جاكرتا (إندونيسيا) ومن خلال قنصلياتها في بانكوك. - تايلاند ممثلة في كرواتيا من خلال سفارتها في بودابست (المجر) ومن خلال قنصليتها في زغرب. - Croatian Ministry of Foreign Affairs and European Integration: list of bilateral treaties with Thailand |
| تيمور الشرقية            | 5 فبراير 2003      | - كرواتيا ممثلة في تيمور الشرقية من خلال سفارتها في كانبرا (أستراليا). - كان الجيش الكرواتي جزءًا من عملية حفظ السلام التابعة لبعثة الأمم المتحدة لدعم تيمور الشرقية. |
| تركيا                    | 26 أغسطس 1992      | انظر العلاقات التركية الكرواتية - لدى كرواتيا سفارة في أنقرة وقنصليتين عامتين في إسطنبول وإزمير. - لدى تركيا سفارة في زغرب. - لدى تركيا مكتب ملحق دفاعي ومكتب مستشار تجاري في زغرب. - List of international treaties and acts signed between Croatia and Turkey - Turkish Ministry of Foreign Affairs about relations with Croatia |
| تركمانستان               | 2 يوليو 1996       | انظر العلاقات النركمانستانية الكرواتية - كرواتيا ممثلة في تركمانستان من خلال سفارتها في أنقرة (تركيا). - تركمانستان ممثلة في كرواتيا من خلال سفارتها في بوخارست (رومانيا). - زار الرئيس الكرواتي ستيبان ميسيتش (2008) وإيفو يجوسيبوفيتش (2014) وكذلك رئيس الوزراء الكرواتي زوران ميلانوفيتش وزير الخارجية فيسنا بوسيتش (5 ديسمبر 2014). - زار الرئيس التركماني قربانقلي بردي محمدوف كرواتيا في عام 2009. - Croatian Ministry of Foreign Affairs and European Integration: list of bilateral treaties with Turkmenistan                                                                                 |
| الإمارات العربية المتحدة | 23 يونيو 1992      | - كرواتيا ممثلة في الإمارات العربية المتحدة من خلال سفارتها في القاهرة (مصر). - الإمارات العربية المتحدة ممثلة في كرواتيا من خلال سفارتها في برلين (ألمانيا). |
| أوزبكستان                | 6 فبراير 1995      | - كرواتيا ممثلة في أوزبكستان من خلال سفارتها في أنقرة (تركيا). |
| فيتنام                   | 1 يوليو 1994       | - كرواتيا ممثلة في فيتنام من خلال سفارتها في كوالالمبور (ماليزيا). - فيتنام ممثلة في كرواتيا من خلال سفارتها في بودابست (المجر). - Croatian Ministry of Foreign Affairs and European Integration: list of bilateral treaties with Vietnam - Vietnamese Ministry of Foreign Affairs about relations with Croatia |
| اليمن                    | 17 يناير 1993      | - كرواتيا ممثلة في اليمن من خلال سفارتها في القاهرة (مصر). - اليمن ممثل في كرواتيا من خلال سفارته في فيينا (النمسا) وقنصليته في زغرب. |

### أوروبا
| البلد            | تاريخ بدأ العلاقات                                                    | ملاحظات |
| ---------------- | --------------------------------------------------------------------- | --- |
| ألبانيا          | 25 أغسطس 1992                                                         | انظر العلاقات الألبانية الكرواتية - لدى ألبانيا سفارة في زغرب. - لدى كرواتيا سفارة في تيرانا. - Croatian Ministry of Foreign Affairs: list of bilateral treaties with Albania) |
| أندورا           | 28 أبريل 1995                                                         | - كرواتيا ممثلة في أندورا من خلال سفارتها في مدريد (إسبانيا). - أندورا ممثلة في كرواتيا من خلال سفارتها في باريس (فرنسا). |
| النمسا           | 15 يناير 1992                                                         | انظر العلاقات النمساوية الكرواتية - لدى النمسا سفارة في زغرب وأربع قنصليات فخرية في دوبروفنيك وبولا ورييكا وسبليت. - لدى كرواتيا سفارة في فيينا وقنصليتن فخريتين في غراتس وإنسبروك. - من عام 1527 حتى عام 1918، كانت كرواتيا والنمسا جزءًا من الإمبراطورية النمساوية المجرية، وكانت منطقة دالماتيا الكرواتية تحت الإدارة النمساوية. |
| بيلاروس          | 25 سبتمبر 1992                                                        | انظر العلاقات البيلاروسية الكرواتية - كرواتيا ممثلة في بيلاروس من خلال سفارتها في موسكو (روسيا). - بيلاروس ممثل في كرواتيا من خلال سفارته في فيينا (النمسا). - في 16 ديسمبر 2002 وقعت بيلاروس وروسيا وأوكرانيا وسلوفاكيا وكرواتيا والمجر اتفاق حكومي دولي بشأن التعاون في مشروع لدمج خطوط أنابيب دروجبا وادريا للنفط في زغرب. - Croatian Ministry of Foreign Affairs and European Integration: list of bilateral treaties with Belarus - Ministry of Foreign Affairs of the Republic of Belarus – search for "Croatia" |
| بلجيكا           | 10 مارس 1992                                                          | انظر العلاقات البلجيكية الكرواتية - لدى بلجيكا سفارة في زغرب وقنصليتن فخريتين في دوبروفنيك وزادار. - لدى كرواتيا سفارة في بروكسل وقنصلية فخرية في بروج. - Croatian Ministry of Foreign Affairs and European Integration: list of bilateral treaties with Belgium |
| البوسنة والهرسك  | 21 يوليو 1992                                                         | انظر العلاقات البوسنية الكرواتية - لدى كرواتيا سفارة في سراييفو وأربع قنصليات في سراييفو وبانيا لوكا وموستار وتوزلا. - لدى البوسنة والهرسك سفارة في زغرب. - كانت كرواتيا والبوسنة والهرسك جزءًا من يوغوسلافيا من عام 1918 إلى عام 1991. - الكروات هم أحد المكونات العرقية الثلاث المكونة للبوسنة والهرسك - تشترك الدولتان حدود طولها 932 كيلومتر (579 ميل). |
| بلغاريا          | 13 أغسطس 1992                                                         | انظر العلاقات البلغارية الكرواتية - لدى بلغاريا سفارة في زغرب. - لدى كرواتيا سفارة في صوفيا. - Croatian Ministry of Foreign Affairs and European Integration: list of bilateral treaties with Bulgaria |
| قبرص             | 4 فبراير 1993                                                         | انظر العلاقات القبرصية الكرواتية - كرواتيا ممثلة في قبرص من خلال سفارتها في روما (إيطاليا) وقنصليتها الفخرية في نيقوسيا. - قبرص ممثلة في كرواتيا من خلال سفارتها في فيينا (النمسا) وقنصليتها الفخرية في زغرب. - كلا البلدين أعضاء في الاتحاد الأوروبي. - Croatian Ministry of Foreign Affairs: list of bilateral treaties with Cyprus |
| جمهورية التشيك   | 1 يناير 1993                                                          | انظر العلاقات التشيكية الكرواتية - لدى كرواتيا سفارة في براغ. - لدى جمهورية التشيك سفارة في زغرب وقنصليتن فخريتين في رييكا وسبليت. - كلا البلدين أعضاء في الاتحاد الأوروبي وحلف شمال الأطلسي. - Croatian Ministry of Foreign Affairs and European Integration: list of bilateral treaties with the Czech Republic |
| الدنمارك         | 1 فبراير 1992                                                         | انظر العلاقات الدنماركية الكرواتية - لدى كرواتيا سفارة في كوبنهاغن وقنصلية فخرية في آرهوس. - لدى الدنمارك سفارة في زغرب وثلاث قنصليات فخرية في دوبروفنيك ورييكا وسبليت. - كلا البلدين أعضاء في الاتحاد الأوروبي وحلف شمال الأطلسي. - Croatian Ministry of Foreign Affairs and European Integration: list of bilateral treaties with Denmark |
| إستونيا          | 2 مارس 1992                                                           | - كرواتيا ممثلة في إستونيا من خلال سفارتها في هلسنكي (فنلندا) وقنصليتها الفخرية في تالين. - إستونيا ممثلة في كرواتيا من خلال سفارتها في روما (إيطاليا) وقنصليتها الفخرية في زغرب. - كلا البلدين أعضاء في الاتحاد الأوروبي وحلف شمال الأطلسي. |
| فنلندا           | 19 فبراير 1992                                                        | انظر العلاقات الفنلندية الكرواتية - لدى كرواتيا سفارة في هلسنكي. - لدى فنلندا سفارة في زغرب وثلاث قنصليات فخرية في رييكا وسبليت و زغرب. - كلا البلدين أعضاء في الاتحاد الأوروبي. - Croatian Ministry of Foreign Affairs and European Integration: list of bilateral treaties with Finland - Finnish Ministry of Foreign Affairs about relations with Croatia |
| فرنسا            | 24 أبريل 1992                                                         | انظر العلاقات الفرنسية الكرواتية - لدى كرواتيا سفارة في باريس وقنصلية فخرية في ليون. - لدى فرنسا سفارة في زغرب. - في عام 2004 أصبحت كرواتيا مراقب في المنظمة الدولية للناطقين بالفرنسية. - كلا البلدين أعضاء في الاتحاد الأوروبي وحلف شمال الأطلسي. - Croatian Ministry of Foreign Affairs and European Integration: list of bilateral treaties signed with France - French Ministry of Foreign Affairs about relations with Croatia                                                                                   |
| ألمانيا          | 15 يناير 1992                                                         | انظر العلاقات الألمانية الكرواتية - لدى كرواتيا سفارة في برلين وخمس قنصليات عامة في دوسلدورف وفرانكفورت وهامبورغ وميونخ وشتوتغارت. - لدى ألمانيا سفارة في زغرب وقنصلية فخرية في سبليت. - كلا البلدين أعضاء في الاتحاد الأوروبي وحلف شمال الأطلسي. |
| اليونان          | 20 يوليو 1992                                                         | انظر العلاقات اليونانية الكرواتية - لدى كرواتيا سفارة في أثينا وقنصلية في سالونيك. - كلا البلدين أعضاء في الاتحاد الأوروبي وحلف شمال الأطلسي. - Croatian Ministry of Foreign Affairs and European Integration: List of treaties between Croatia and Greece - Greek Ministry of Foreign Affairs about the relation with Croatia |
| الكرسي الرسولي   | 8 فبراير 1992                                                         | - لدى كرواتيا سفارة مقيمة لدى الكرسي الرسولي في روما. - وفقًا لتعداد عام 2011، فإن 86.28٪ من الكروات هم من الكاثوليك. |
| المجر            | 18 يناير 1992                                                         | انظر العلاقات المجرية الكرواتية - لدى كرواتيا سفارة في بودابست وقنصلية عامة في بيتش وقنصلية فخرية في ناجيكانيزسا. - لدى المجر سفارة في زغرب وقنصليتن فخريتين في رييكا وسبليت. - من 1102 حتى 1527 كانت كرواتيا والمجر في اتحاد، ومن عام 1527 حتى عام 1918 تحت حكم الإمبراطورية النمساوية المجرية. - يتشارك كلا البلدين 329 كم من الحدود المشتركة. - كلا البلدين أعضاء في الاتحاد الأوروبي وحلف شمال الأطلسي. - Croatian Minister of Foreign Affairs and European Integration: list of bilateral treaties with Hungary   |
| آيسلندا          | 30 يونيو 1992                                                         | - كرواتيا ممثلة في أيسلندا من خلال سفارتها في كوبنهاغن (الدنمارك) وقنصليتها في ريكيافيك. - أيسلندا ممثلة في كرواتيا من خلال سفارتها في برلين (ألمانيا) وقنصليتها في زغرب. - أيسلندا هي أول دولة ذات سيادة كاملة تعترف بكرواتيا كدولة مستقلة. (19 كانون الأول 1991) - كلا البلدين أعضاء في حلف شمال الأطلسي. |
| أيرلندا          | 27 يناير 1995                                                         | انظر العلاقات الأيرلندية الكرواتية - لدى كرواتيا سفارة وقنصلية في دبلن. - لدى أيرلندا سفارة وقنصلية في زغرب. - كلا البلدين أعضاء في الاتحاد الأوروبي. |
| إيطاليا          | 17 يناير 1992                                                         | انظر العلاقات الإيطالية الكرواتية - لدى كرواتيا سفارة في روما وقنصليتن عامتين في ميلانو وترييستي وخمس قنصليات فخرية في باري وفلورنسا ومونتيميترو ونابولي وبادوفا. - لدى إيطاليا سفارة في زغرب وقنصلية عامة في رييكا وقنصلية في سبليت وقنصليتن فخريتين في بوج وبولا. - تشترك كرواتيا وإيطاليا في الحدود البحرية. - كلا البلدين أعضاء في الاتحاد الأوروبي وحلف شمال الأطلسي. - Croatian Ministry of Foreign Affairs and European Integration: list of bilateral treaties with Italy                                      |
| كوسوفو           | 30 يونيو 2008                                                         | - لدى كرواتيا سفارة في بريشتينا. - لدى كوسوفو سفارة في زغرب. - Croatian Ministry of Foreign Affairs about relations with Kosovo |
| لاتفيا           | 14 فبراير 1992                                                        | - كرواتيا ممثلة في لاتفيا من خلال سفارتها في ستوكهولم (السويد). - لاتفيا ممثلة في كرواتيا من خلال سفارتها في براغ (جمهورية التشيك) وقنصليتها الفخرية في زغرب. - كلا البلدين أعضاء في الاتحاد الأوروبي وحلف شمال الأطلسي. - Croatian Ministry of Foreign Affairs and European Integration: list of bilateral treaties with Latvia - Latvian Ministry of Foreign Affairs about relations with Croatia |
| ليختنشتاين       | 4 فبراير 1992                                                         | - كرواتيا ممثلة في ليختنشتاين من خلال سفارتها في برن (سويسرا). - ليختنشتاين غير ممثلة في كرواتيا. |
| ليتوانيا         | 18 مارس 1992                                                          | - كرواتيا ممثلة في ليتوانيا من خلال المكتب الكرواتي في ليتوانيا وهو فرع من سفارة كرواتيا في ستوكهولم (السويد). - ليتوانيا في كرواتيا من خلال سفارتها في فيينا (النمسا) وقنصليتيها في زغرب وستاريغراد. - كلا البلدين أعضاء في الاتحاد الأوروبي وحلف شمال الأطلسي. - Croatian Ministry of Foreign Affairs and European Integration: list of bilateral treaties with Lithuania - Lithuanian Ministry of Foreign Affairs: list of bilateral treaties with Croatia (in Lithuanian only)                                     |
| لوكسمبورغ        | 29 أبريل 1992                                                         | - كرواتيا ممثلة في لوكسمبورغ من خلال سفارتها في بروكسل (بلجيكا). - لوكسمبورغ ممثلة في كرواتيا من خلال سفارتها في برلين (ألمانيا). - كلا البلدين أعضاء في الاتحاد الأوروبي وحلف شمال الأطلسي. |
| مالطا            | 30 يونيو 1992                                                         | - كرواتيا ممثلة في مالطا من خلال سفارتها في روما (إيطاليا). - مالطا ممثلة في كرواتيا خلال سفارتها العامة في فاليتا (مالطا) وقنصليتيها الفخريتين في زغرب وسبليت. - كلا البلدين أعضاء في الاتحاد الأوروبي. - Croatian Ministry of Foreign Affairs: list of bilateral treaties with Malta - Malta Ministry of Foreign Affairs about relations with Croatia[وصلة مكسورة] |
| مولدوفا          | 28 يوليو 1992                                                         | - كرواتيا ممثلة في مولدوفا من خلال سفارتها في بوخارست (رومانيا). - مولدوفا ممثلة في كرواتيا من خلال سفارتها في بودابست (المجر). - Croatian Ministry of Foreign Affairs and European Integration: list of bilateral treaties with Moldova - Moldovan Ministry of Foreign Affairs and European Integration about relations with Croatia |
| موناكو           | 14 ديسمبر 2007                                                        | - كرواتيا ممثلة في موناكو من خلال سفارتها في باريس (فرنسا) وقنصليتها الفخرية في موناكو. - موناكو ممثلة في كرواتيا من خلال سفارتها في روما (إيطاليا) وقنصليتها الفخرية في زغرب. |
| الجبل الأسود     | 7 يوليو 2006                                                          | انظر العلاقات المونتنغرية الكرواتية - لدى كرواتيا سفارة في بودغوريتشا وقنصلية في كوتور. - للجبل الأسود سفارة في زغرب وقنصلية في دوبروفنيك. - من عام 1918 إلى عام 1991، كانت كرواتيا والجبل الأسود جزءًا من يوغوسلافيا. - يتم تعزيز العلاقات بين البلدين من خلال جمعية الصداقة الكرواتية - المونتنغرية. - كرواتيا عضو كامل العضوية في الاتحاد الأوروبي حلف شمال الأطلسي بينما الجبل الأسود بين المرشحين لعضوية المنظمتين. - Croatian Ministry of Foreign Affairs: list of bilateral treaties with Montenegro             |
| هولندا           | 23 أبريل 1992                                                         | انظر العلاقات الهولندية الكرواتية - لدى كرواتيا سفارة في لاهاي. - لدى هولندا لديها سفارة في زغرب وثلاث قنصليات فخرية في دوبروفنيك وأوباتيا وسبليت. - كلا البلدين أعضاء كاملي العضوية في الاتحاد الأوروبي وحلف شمال الأطلسي. - Croatian Ministry of Foreign Affairs and European Integration: list of bilateral treaties with the Netherlands |
| مقدونيا الشمالية | 30 مارس 1992                                                          | - لدى كرواتيا سفارة في إسكوبية وقنصلية عامة في بيتولا. - لدى مقدونيا الشمالية سفارة في زغرب وقنصليتين في زادار ورييكا. - من عام 1918 إلى عام 1991، كانت كرواتيا ومقدونيا الشمالية جزءًا من يوغوسلافيا. - كرواتيا عضو كامل العضوية في الاتحاد الأوروبي وحلف شمال الأطلسي بينما تعد مقدونيا الشمالية من بين المرشحين للعضوية. |
| النرويج          | 20 فبراير 1992                                                        | انظر العلاقات النرويجية الكرواتية - لدى كرواتيا سفارة في أوسلو. - النرويج لديها سفارة في زغرب وقنصليتين في رييكا ودوبروفنيك. - كلا البلدين أعضاء في حلف شمال الأطلسي. - Croatian Ministry of Foreign Affairs and European Integration: list of bilateral treaties with Norway |
| بولندا           | 11 أبريل 1992                                                         | انظر العلاقات البولندية الكرواتية - لدى كرواتيا سفارة في وارسو وخمس قنصليات في كراكوف وبوزنان وبياليستوك وبيدغوشتش وأوبول. - لدى سفارة في زغرب وقنصلية في أوباتيا. - لدى بولندا مكتب ملحق عسكري وإدارة تجارة وتشجيع استثمار في السفارة البولندية في زغرب. - كلا البلدين أعضاء في الاتحاد الأوروبي وحلف شمال الأطلسي. - Croatian Ministry of Foreign Affairs and European Integration: list of bilateral treaties with Poland                                                                                           |
| البرتغال         | 3 فبراير 1992                                                         | - لدى كرواتيا سفارة في لشبونة وقنصليتين فخريتين في فونشال وبورتو. - لدى البرتغال سفارة في زغرب. - كلا البلدين أعضاء في الاتحاد الأوروبي وحلف شمال الأطلسي. - Croatian Ministry of Foreign Affairs and European Integration: list of bilateral treaties with Portugal |
| رومانيا          | 29 أغسطس 1992                                                         | انظر العلاقات الرومانية الكرواتية - لدى كرواتيا سفارة في بوخارست. - لدى رومانيا سفارة في زغرب وقنصلية في رييكا. - كلا البلدين أعضاء في الاتحاد الأوروبي وحلف شمال الأطلسي. - Croatian Foreign Ministry list of bilateral treaties between Croatia and Romania |
| روسيا            | 25 مايو 1992                                                          | انظر العلاقات الروسية الكرواتية - لدى كرواتيا سفارة في موسكو وقنصلية فخرية في كالينينغراد. - لدى روسيا سفارة في زغرب. - كلا البلدين أعضاء كاملي العضوية في مجلس أوروبا ومنظمة الأمن والتعاون في أوروبا. - Croatian Ministry of Foreign Affairs: list of bilateral treaties with Russia |
| سان مارينو       | 11 فبراير 1993                                                        | - كرواتيا ممثلة في سان مارينو من خلال سفارتها في روما (إيطاليا). - سان مارينو ممثلة في كرواتيا من خلال سفارتها العامة في سان مارينو. |
| صربيا            | 9 سبتمبر 1996 ثم جمهورية يوغوسلافيا الاتحادية بما في ذلك الجبل الأسود | انظر العلاقات الصربية الكرواتية - لدى كرواتيا سفارة في بلغراد وقنصلية عامة في سوبوتيتسا. - لدى صربيا سفارة في زغرب وقنصليتين عامتين في رييكا وفوكوفار. - يشترك كلا البلدين 241 كم من الحدود المشتركة. - من عام 1918 إلى عام 1991، كانت كرواتيا وصربيا جزءًا من يوغوسلافيا . - كرواتيا عضو كامل العضوية في الاتحاد الأوروبي بينما صربيا مرشحة للعضوية. |
| سلوفاكيا         | 1 يناير 1993                                                          | - لدى كرواتيا سفارة في براتيسلافا. - لدى سلوفاكيا سفارة في زغرب وقنصلية في أوسييك. بالإضافة إلى ذلك، منذ عام 2014 ، تدير السفارة السلوفاكية مكتبًا مؤقتًا في زادار خلال فصل الصيف. - كلا البلدين أعضاء كاملي العضوية في الاتحاد الأوروبي وحلف شمال الأطلسي. - Croatian Ministry of Foreign Affairs and European Integration: list of bilateral treaties with Slovakia |
| سلوفينيا         | 6 فبراير 1992                                                         | انظر العلاقات السلوفينية الكرواتية - لدى كرواتيا سفارة في ليوبليانا وقنصليتين فخريتين في ماريبور وكوبر. - لدى سلوفينيا سفارة في زغرب وقنصلية فخرية في سبليت. - يشترك كلا البلدين 670 كم من الحدود المشتركة. - من عام 1918 إلى عام 1991، كانت كرواتيا وسلوفينيا جزءًا من يوغوسلافيا. - كلا البلدين أعضاء كاملي العضوية في الاتحاد الأوروبي وحلف شمال الأطلسي. |
| فرسان مالطة      | 22 ديسمبر 1992                                                        | - لدى منظمة فرسان مالطا العسكرية المستقلة سفارة في زغرب. |
| إسبانيا          | 9 مارس 1992                                                           | انظر العلاقات الإسبانية الكرواتية - لدى كرواتيا سفارة في مدريد وأربع قنصليات فخرية في برشلونة وميروقة وبامبلونا وإشبيلية. - لدى إسبانيا سفارة في زغرب وقنصليتين فخريتين في دوبروفنيك وسبليت. - كلا البلدين أعضاء كاملي العضوية في الاتحاد الأوروبي وحلف شمال الأطلسي. |
| السويد           | 29 يناير 1992                                                         | - لدى كرواتيا سفارة في ستوكهولم وقنصليتين فخريتين في غوتنبرغ ومالمو. - لدى السويد سفارة في زغرب وقنصليتين فخريتين في رييكا وسبليت. - كلا البلدين أغضاء في الاتحاد الأوروبي. - Croatian Ministry of Foreign Affairs and European Integration: list of bilateral treaties with Sweden |
| سويسرا           | 30 يناير 1992                                                         | - لدى كرواتيا سفارة في برن، وقنصلية عامة في زيورخ وقنصليتين فخريتين في لوغانو وماسانو. - لدى سويسرا سفارة في زغرب، وقنصلية في سبليت وقنصلية فخرية في سمولجانسي. - Croatian Ministry of Foreign Affairs and European Integration: list of bilateral treaties signed with Switzerland - Swiss Federal Department of Foreign Affairs about relations with Croatia |
| تركيا            | 26 أغسطس 1992                                                         | - انظر تركيا في آسيا أعلاه |
| أوكرانيا         | 18 فبراير 1992                                                        | انظر العلاقات الأوكرانية الكرواتية - لدى كرواتيا سفارة في كييف. - لدى أوكرانيا سفارة في زغرب وقنصليتين في زادار ومالينسكا. |
| المملكة المتحدة  | 24 يونيو 1992                                                         | أنظر العلاقات البريطانية الكرواتية - لدى المملكة المتحدة سفارة في زغرب وقنصليتين فخريتين في دوبروفنيك وسبليت. - لدى كرواتيا سفارة في لندن وقنصلية فخرية في إدنبرة. - كلا البلدين أعضاء كاملي العضوية في حلف شمال الأطلسي. - British Commonwealth and Foreign Office about the relation with Croatia - Croatian Ministry of Foreign Affairs and European Integration: list of bilateral treaties signed with the United Kingdom                                                                                         |

### أوقيانوسيا
| البلد     | تاريخ بدأ العلاقات | ملاحظات |
| --------- | ------------------ | --- |
| أستراليا  | 13 فبراير 1992     | - لدى أستراليا سفارة في زغرب. - لدى كرواتيا سفارة في كانبرا وثلاث قنصليات عامة في ملبورن وبرث وسيدني. - في عام 2006 أعلن 118,051 شخصًا يعيشون في أستراليا أنهم من الكروات. وتعتقد وزارة الخارجية الأسترالية أن حوالي 150 ألف كرواتي يعيشون في أستراليا بينما تدعي الجالية الكرواتية في أستراليا أن لديها 250 ألف عضو. - Australian Department of Foreign Affairs and Trade about relations with Croatia - Croatian Ministry of Foreign Affairs: list of bilateral treaties with Australia |
| فيجي      | 14 يونيو 1997      | أقام كلا البلدين علاقات دبلوماسية في 14 يوليو 1997. |
| ناورو     | 14 ديسمبر 2000     | - كرواتيا ممثلة في ناورو من خلال سفارتها في كانبرا (أستراليا). - ناورو غير ممثلة في كرواتيا. |
| نيوزيلندا | 25 فبراير 1992     | - كرواتيا ممثلة في نيوزيلندا من خلال سفارتها في كانبرا (أستراليا) ومن خلال قنصليتها في أوكلاند. - نيوزيلندا ممثلة في كرواتيا من خلال سفارتها في روما (إيطاليا) ومن خلال قنصليتها الفخرية في زغرب. - وفقًا للجالية الكرواتية ، يبلغ عدد الكروات الذين يعيشون في نيوزيلندا حوالي 20 أو 60 ألف. - Croatian Ministry of Foreign Affairs and European Integration: list of bilateral treaties with New Zealand                                                                                 |
| ساموا     | 8 مارس 1994        | - كرواتيا ممثلة في ساموا من خلال سفارتها في كانبرا (أستراليا). - ساموا غير ممثلة في كرواتيا. |
| توفالو    | 2 نوفمبر 2020      | - كرواتيا ممثلة في توفالو من خلال سفارتها في كانبرا (أستراليا). - توفالو غير ممثلة في كرواتيا. |
| فانواتو   | 18 أبريل 2000      | - أقام كلا البلدين علاقات دبلوماسية في 18 أبريل 2000. |

### لا علاقات دبلوماسية
لم تقم كرواتيا علاقات دبلوماسية مع 6 دول أعضاء في الأمم المتحدة والدول المراقبة:
| البلد                          |
| ------------------------------ |
| بوتان                          |
| جمهورية أفريقيا الوسطى         |
| فلسطين (لم تعترف بها كرواتيا.) |
| الصومال                        |
| جنوب السودان                   |
| تونغا                          |